# Шварц, Бен
Бе́нджамин Джо́зеф Шварц (англ. Benjamin Schwartz; род. 15 сентября 1981, Бронкс, Нью-Йорк, США) — американский актёр, комик, сценарист, режиссёр и продюсер. Он известен как исполнитель роли Жан-Ральфио Саперштейна в ситкоме «Парки и зоны отдыха» и Клайда Оберхольда в сериале «Обитель лжи», а также как актёр озвучки Рэнди Каннингема в мультсериале «Классный ниндзя», Вилли Дака в «Утиных историях» и Леонардо в «Эволюции Черепашек-ниндзя» и постоянный гость в веб-сериале «Джейк и Амир».
Шварц озвучивает ежа Соника в фильме «Соник в кино» и его продолжении. Также он снимался в фильмах «Мир через замочную скважину», «Всё путём», «Копы в глубоком запасе», «Прогулка», «Дальше живите сами», «Стендапер по жизни» и «Флора и Улисс». Шварц появлялся и на телевидении: в сериалах «Космические силы» (2020—2022) от Netflix и «Вечеринка» (2022) от Apple TV+. Также он озвучивал персонажа Пада в интерактивном спецвыпуске Netflix «Где наш человек?»

## Ранние годы
Бенджамин Джозеф Шварц родился 15 сентября 1981 года в Бронксе, боро Нью-Йорка в еврейской семье. Он жил вместе с родителями, коренными жителями Бронкса, в Ривердейле, районе на северо-западе боро. Его отец был соцработником, который позже занялся продажей недвижимости, а мать — преподавателем музыки в P.S. 24, начальной школе в Ривердейле. Также у Шварца есть сестра по имени Марни. В интервью Кевину Поллаку он сказал: «Когда я говорил людям о том, что я из Бронкса, они спрашивали у меня: „Оу, у тебя есть пулевые ранения?“, а я отвечал: „Нет, там только я и, типа, евреи“».
Когда Шварцу было 11 лет, его семья переехала в город Эджмонт в округе Уэстчестер. Шварц посещал Среднюю школу Эджмонта, где играл в баскетбол и пел в школьном хоре; он окончил школу в 1999 году. Затем он поступил в Юнион-колледж, базирующийся на изучении психологии и антропологии.

## Карьера

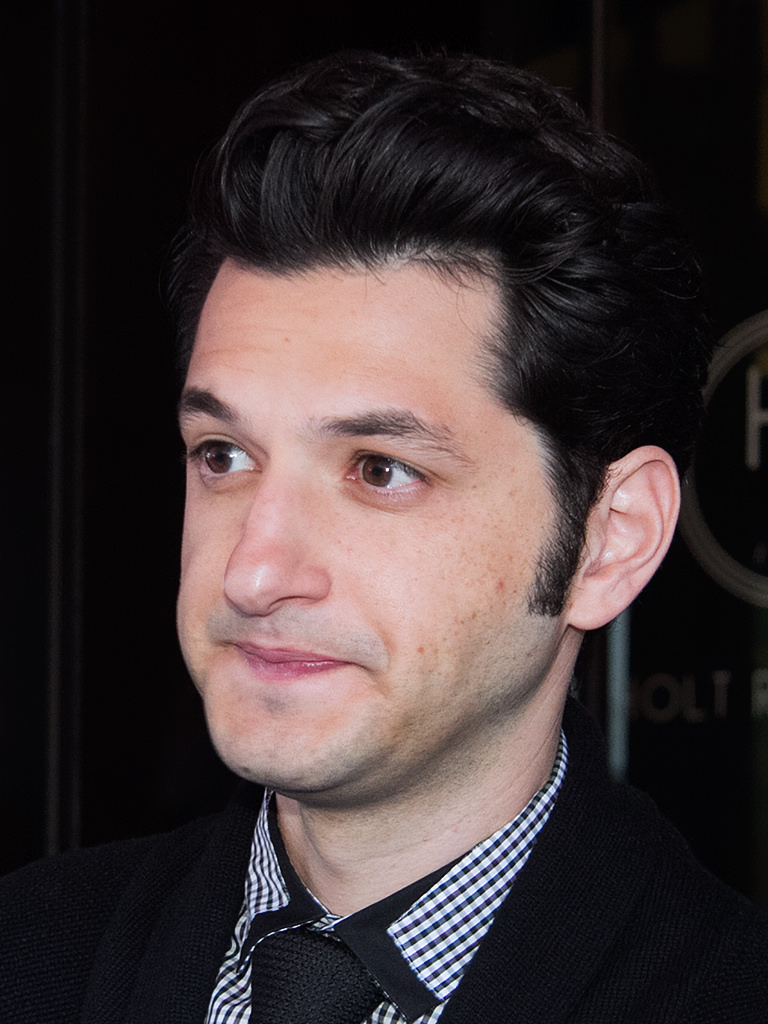
Шварц в 2014 году

На телевидении Шварц исполнил гостевую роль Жан-Ральфио Саперштейна в сериале NBC «Парки и зоны отдыха» и одну из главных ролей в сериале Showtime «Обитель лжи». В 2010 году он сыграл Билла Хойта в шпионской драме Джей Джей Абрамса «Под прикрытием».
У Шварца была собственная рубрика в сериале «Гори в аду шоу» от HBO под названием «Ужасные решения с Беном Шварцем», также он появлялся в нескольких скетчах веб-сериала «Джейк и Амир» компании CollegeHumor.
Шварц был трижды номинирован на премию «Эмми» и получил одну в 2009 году в категории «Лучшая оригинальная музыка и слова» за выступление на открытии 81-й церемонии вручения премии «Оскар» вместе с Хью Джекманом.
Шварц озвучивал Рэнди Каннингема, главного героя мультсериала «Классный ниндзя», подростка, который в образе ниндзя защищает свой родной город Норрисвилль от сил зла.
В сентябре 2013 года компания Paramount Pictures поручила ему снять ремейк фильма «Мыльная пена» под названием «El Fuego Caliente» и переработать американскую мыльную оперу из оригинала в латинскую теленовеллу вместе с продюсерами Робом Райнером и Аланом Грейсманом, Шварц написал сценарий на основе сюжета Брайана Грейзера и продал оригинальную идею Universal Pictures. Он также был дополнительным сценаристом третьего сезона «Робоцыпа» и внештатным сценаристом одного из сегментов передачи «Saturday Night Live», а также диалогов для Позднего шоу с Дэвидом Леттерманом.
Шварц — выпускник Upright Citizens Brigade Theatre (UCBT). Он состоял в импровизационной группе «Hot Sauce» вместе с Адамом Палли и Гилом Озери. У коллектива было собственное шоу-импровизация «Something Fresh», которое они исполняли каждый месяц.
Он и Билл Хейдер были вокальными консультантами фильма «Звёздные войны: Пробуждение силы». Шварц также сыграл в фильме одного из штурмовиков.
С 2014 года Шварц появляется в некоторых подкастах «Comedy Bang! Bang!», а также «If I Were You», «ID10T with Chris Hardwick», «You Made It Weird with Pete Holmes» и «Conan O'Brien Needs a Friend».
Начиная с 2017 года, Шварц озвучивал Вилли Дака в перезапуске мультсериала «Утиные истории». Шварц исполнил роль самого себя в спецвыпуске мультсериала «Дом: Приключения Дар и О» — «Дом на праздники» — вместе с Келли Кларксон. Он озвучивал Леонардо в сериале «Эволюция Черепашек-ниндзя». В августе 2018 года Шварц был выбран актёром озвучки главного героя в фильме «Соник в кино».
26 сентября 2019 года стало известно о том, что Шварц получил роль Ф. Тони Скарапидуччи в комедийном телесериале Netflix «Космические силы».
Шварц исполнил одну из главных ролей в фильме «Стендапер по жизни», вышедшем на экраны в феврале 2020 года.
В апреле 2020 года на Netflix вышло первое в истории сервиса импровизационное шоу «Миддлдитч и Шварц», в котором Шварц и комик Томас Миддлдитч разыгрывали различные сценки.
В 2022 году Шварц исполнил одну из главных ролей в первом сезоне комедийно-детективного телесериала Apple TV+ «Вечеринка».
В январе 2023 года Шварц озвучил персонажа TAY-0, дроида-гонщика, в мультсериале «Звёздные войны: Бракованная партия».

### Писательская деятельность
Шварц является соавтором трёх книг Аманды Макколл («Бабушка мертва: Срочные плохие новости с детёнышами животных», «Возможно, твоя нога отрастёт заново! Мысли позитивнее с детёнышами животных» и «Почему на папе платье? Неловкие вопросы с детёнышами животных») и одного произведения Лоры Мозес («Что тебе, идиоту, стоит знать о свиданиях»).

## Фильмография

### Кино
| Год  | Русское название                  | Оригинальное название                               | Роль                            | Примечания                      |
| ---- | --------------------------------- | --------------------------------------------------- | ------------------------------- | ------------------------------- |
| 2007 | Нью-йоркская серенада             | New York City Serenade                              | Расс                            |                                 |
| 2009 | Тайная команда                    | Mystery Team                                        | Приятель Даги                   |                                 |
| 2009 | Я ненавижу День святого Валентина | I Hate Valentine’s Day                              | Партнёр Тэмми                   |                                 |
| 2009 | Всё путём                         | Everybody’s Fine                                    | Писатель                        |                                 |
| 2010 | Копы в глубоком запасе            | The Other Guys                                      | Ассистент Бимана                |                                 |
| 2010 | Мир через замочную скважину       | Peep World                                          | Нейтан Мейервитц                |                                 |
| 2013 | Турбо                             | Turbo                                               | Занос                           | Озвучка                         |
| 2013 | Кофейный городок                  | Coffee Town                                         | Джино                           |                                 |
| 2013 | Любовь по рецепту и без           | Better Living Through Chemistry                     | Ной                             |                                 |
| 2013 | Va-банк                           | Runner Runner                                       | Крэйг                           |                                 |
| 2014 | Дальше живите сами                | This Is Where I Leave You                           | Рабби Чарльз Гроднер            |                                 |
| 2014 | Счастливого Рождества             | Happy Christmas                                     | Гость вечеринки                 |                                 |
| 2014 | Интервью                          | The Interview                                       | Агент Эминема                   |                                 |
| 2015 | Прогулка                          | The Walk                                            | Альберт                         |                                 |
| 2015 | Звёздные войны: Пробуждение силы  | Star Wars: The Force Awakens                        | BB-8                            | Голосовой консультант           |
| 2016 | Вмешательство                     | The Intervention                                    | Джек                            |                                 |
| 2017 | Как быть латинским любовником     | How to Be a Latin Lover                             | Джимми                          |                                 |
| 2017 | Наизнанку                         | Outside In                                          | Тед                             |                                 |
| 2018 | Счастливой годовщины              | Happy Anniversary                                   | Сэм                             |                                 |
| 2018 | Голубая игуана                    | Blue Iguana                                         | Пол Дриггс                      |                                 |
| 2018 | Работа актёра над собой           | An Actor Prepares                                   | Джимми                          |                                 |
| 2018 | Вечерняя школа                    | Night School                                        | Марвин                          |                                 |
| 2019 | Лего. Фильм 2                     | The Lego Movie 2: The Second Part                   | Банарнар                        | Озвучка                         |
| 2019 | Стендапер по жизни                | Standing Up, Falling Down                           | Скотт                           |                                 |
| 2020 | Соник в кино                      | Sonic the Hedgehog                                  | ёж Соник                        | Озвучка и захват мимики лица    |
| 2021 | Мьюзик                            | Music                                               | Руди                            |                                 |
| 2021 | Флора и Улисс                     | Flora & Ulysses                                     | Джордж Бакман                   |                                 |
| 2021 | Лига монстров                     | Rumble                                              | Джимоти Бретт-Чедли III (голос) | Озвучка                         |
| 2022 | Соник 2 в кино                    | Sonic the Hedgehog 2                                | ёж Соник                        | Озвучка и захват мимики лица    |
| 2022 | Sonic Drone Home                  | Sonic Drone Home                                    | ёж Соник                        | Озвучка; короткометражный фильм |
| 2022 | DC Лига Суперпитомцы              | DC League of Super-Pets                             | Марк                            | Озвучка                         |
| 2022 | Эволюция Черепашек-ниндзя: Фильм  | Rise of the Teenage Mutant Ninja Turtles: The Movie | Лео                             | Озвучка                         |
| 2023 | Ренфилд                           | Renfield                                            | Тедди Лобо                      |                                 |
| 2024 | Соник 3 в кино                    | Sonic the Hedgehog 3                                | ёж Соник                        | Озвучка; подготовка к съёмкам   |

### Телевидение
| Год           | Русское название                                    | Оригинальное название                    | Роль                   | Примечания                                      |
| ------------- | --------------------------------------------------- | ---------------------------------------- | ---------------------- | ----------------------------------------------- |
| 2006          | Поздно вечером с Конаном О’Брайеном                 | Late Night with Conan O’Brien            | Различные роли         | 1 эпизод                                        |
| 2007          | Слежка за звёздами                                  | Starveillance                            | Гленн                  | Озвучка; 3 эпизода                              |
| 2007—08       | Путешественники из Бронкса                          | Bronx World Travelers                    | Бен                    | 5 эпизодов Также продюсер и режиссёр            |
| 2008—09       | Мэйн-стрит                                          | Mayne Street                             | Эван Минтц             | 10 эпизодов                                     |
| 2009          | Соитие с вампиром                                   | Intercourse With A Vampire               | Официант               | 1 эпизод                                        |
| 2009          | Преднамеренная случайность                          | Accidentally on Purpose                  | Макс                   | Эпизод: «Working Girl»                          |
| 2009          | Счастье — не предел                                 | Happiness Isn't Everything               | Джеки Хэмбургер        | Телефильм                                       |
| 2009—11       | Ужасные решения с Беном Шварцем                     | Terrible Decisions with Ben Schwartz     | Бен                    | Также продюсер                                  |
| 2010          | Шоу Сары Сильверман                                 | The Sarah Silverman Program              | Сценарист              | Эпизод: «A Slip Slope»                          |
| 2010—12       | Под прикрытием                                      | Undercovers                              | Билл Хойт              | 13 эпизодов                                     |
| 2010—15, 2020 | Парки и зоны отдыха                                 | Parks and Recreation                     | Жан-Ральфио Саперштейн | 22 эпизода                                      |
| 2011          | Гори в аду шоу                                      | Funny or Die Presents                    | Бен                    | Сегмент: «Terrible Decisions»; также продюсер   |
| 2011          | Псих                                                | Mad                                      | Различные голоса       | Эпизод: «Ribbitless / The Clawfice»             |
| 2012          | Трон: Восстание                                     | Tron: Uprising                           | Райло                  | Озвучка; Эпизод: «The Renegade: Part 1»         |
| 2012—16       | Обитель лжи                                         | House of Lies                            | Клайд Оберхольт        | 58 эпизодов                                     |
| 2012—15       | Классный ниндзя                                     | Randy Cunningham: 9th Grade Ninja        | Рэнди Каннингем        | Озвучка; 50 эпизодов                            |
| 2013          | Файлы Дока                                          | The Doc Files                            | Стаффи                 | Озвучка; Спин-офф мультсериала «Доктор Плюшева» |
| 2013          | Замедленное развитие                                | Arrested Development                     | Джон Берд-младший      | Эпизод: «Colony Collapse»                       |
| 2013          | Основы студенческого юмора                          | CollegeHumor Originals                   | Играет самого себя     | 1 эпизод; также режиссёр                        |
| 2013—20       | Закусочная Боба                                     | Bob’s Burgers                            | Джош / Рик             | Озвучка; 4 эпизода                              |
| 2013—20       | Робоцып                                             | Robot Chicken                            | Различные голоса       | 3 эпизода                                       |
| 2013—16       | Пиф-паф комедия                                     | Comedy Bang! Bang!                       | Родни Уэйбер           | 4 эпизода                                       |
| 2015—19       | Конь БоДжек                                         | BoJack Horseman                          | Рутабага Рэбитовиц     | Озвучка; 8 эпизодов                             |
| 2015          | Симпсоны                                            | The Simpsons                             | Клерк                  | Озвучка; Эпизод: «Cue Detective»                |
| 2015          | Пьяная история                                      | Drunk History                            | Меер Лански            | Эпизод: «Las Vegas»                             |
| 2015          | Очень позднее шоу                                   | The Late Late Show                       | Играет самого себя     | Эпизод, вышедший 30 января                      |
| 2016—17       | Звери                                               | Animals                                  | Различные голоса       | 2 эпизода                                       |
| 2017          | Жаркое свидание                                     | Hot Date                                 | Богатый парень         | Эпизод: «Gold Diggers»                          |
| 2017—21       | Утиные истории                                      | DuckTales                                | Вилли Дак              | Озвучка, главная роль                           |
| 2018          | Медаль Почёта                                       | Medal of Honor                           | Вито Бертольдо         | 1 эпизод                                        |
| 2018, 2019    | Американская семейка                                | Modern Family                            | Ник                    | 3 эпизода                                       |
| 2018—20       | Эволюция Черепашек-ниндзя                           | Rise of the Teenage Mutant Ninja Turtles | Лео                    | Озвучка, главная роль                           |
| 2019          | Райан Хансен раскрывает преступления на телевидении | Ryan Hansen Solves Crimes on Television  | Играет самого себя     | Эпизод: «Execution Dependant»                   |
| 2019          | Пинки Малинки                                       | Pinky Malinky                            | Тренер Фрибёрд (голос) | Эпизод: «Advanced»                              |
| 2019          | Собственность на баджиллион долларов                | Bajillion Dollar Propertie$              | Квистиан Гейл          | 2 эпизода                                       |
| 2020          | Миддлдитч и Шварц                                   | Middleditch and Schwartz                 | Играет самого себя     | Главная роль; также создатель                   |
| 2020          | Скрестив мечи                                       | Crossing Swords                          | Кифер                  | Озвучка; 2 эпизода                              |
| 2020          | Ток-шоу Джорджа Лукаса                              | The George Lucas Talk Show               | Играет самого себя     | 2 эпизода                                       |
| 2020—21       | Американский папаша!                                | American Dad!                            | Различные голоса       | 3 эпизода                                       |
| 2020—22       | Космические силы                                    | Space Force                              | Ф. Тони Скарапидуччи   | Главная роль                                    |
| 2021          | Земля — Неду                                        | Earth to Ned                             | Играет самого себя     | Эпизод: «Party Like It's Nineteen Ninety Ned»   |
| 2021          | Постановка                                          | Staged                                   | Том                    | 3 эпизода                                       |
| 2021          | Тревожный звонок                                    | Calls                                    | Энди (голос)           | Эпизод: «The Beginning»                         |
| 2021          | Благословите Хартов                                 | Bless the Harts                          | Брайс                  | Озвучка; Эпизод: «Haul Force One»               |
| 2021          | МОДОК                                               | M.O.D.O.K.                               | Лу Тарлтон             | Главная роль                                    |
| 2021          | Мой питомец — псих                                  | HouseBroken                              | Различные голоса       | 4 эпизода                                       |
| 2021          | Ох уж эти детки!                                    | Rugrats                                  | Лорд Кратер            | Эпизод: «Final Eclipse»                         |
| 2021          | Фэрфакс                                             | Fairfax                                  | Коди                   | Озвучка; Главная роль                           |
| 2022          | Вечеринка                                           | The Afterparty                           | Яспер                  | Главная роль                                    |
| 2022          | Пацаны: Осатанелые                                  | The Boys Presents: Diabolical            | Саймон / отец Кингдома | Озвучка; 2 эпизода                              |
| 2023          | Звёздные войны: Бракованная партия                  | Star Wars: The Bad Batch                 | TAY-0                  | Озвучка; 1 эпизод                               |
| 2023          | Маппеты: Электрический беспредел                    | The Muppets Mayhem                       | Гас Д’Вор              | Эпизод: «Track 3: Exile on Main Street»         |

### Веб-сериалы
| Год        | Русское название          | Оригинальное название    | Роль                               | Примечания                                                                    |
| ---------- | ------------------------- | ------------------------ | ---------------------------------- | ----------------------------------------------------------------------------- |
| 2009—15    | Джейк и Амир              | Jake and Amir            | Различные роли; играет самого себя | 22 эпизода                                                                    |
| 2012, 2017 | Чат-шоу Кевина Поллака    | Kevin Pollak's Chat Show | Играет самого себя / гость         | Эпизоды: «143», «291»                                                         |
| 2016       | Очень раннее шоу          | The Earliest Show        | Джош Бэт                           | 6 эпизодов; также сценарист и режиссёр                                        |
| 2018       | С добрым мифическим утром | Good Mythical Morning    | Играет самого себя                 | Эпизод: «Crazy Free Stuff On Craigslist (GAME) ft. Ben Schwartz»              |
| 2019       | Болтливая игра            | Game Grumps              | Играет самого себя                 | Эпизод: «Playing Magic Kingdom w/ Ben Schwartz!»                              |
| 2020       | Болтливая игра            | Game Grumps              | Играет самого себя                 | Эпизод: «Playing Games with Epic Gamer BEN SCHWARTZ - Guest Grumps - Aladdin» |
| 2020       | Болтливая игра            | Game Grumps              | Играет самого себя                 | Эпизод: «Playing Quiplash with Thomas Middleditch and Ben Schwartz!»          |
| 2020       | С добрым мифическим утром | Good Mythical Morning    | Играет самого себя                 | Эпизод: «Who Is the Fastest? (SPEED CHALLENGE)»                               |

### Видеоигры
| Год  | Название                 | Роль  |
| ---- | ------------------------ | ----- |
| 2013 | Turbo: Super Stunt Squad | Занос |